# ガストン (オルレアン公)
ガストン・ジャン・バティスト・ド・フランス（Gaston Jean Baptiste de France, 1608年4月25日 - 1660年2月2日）は、ブルボン朝フランスの王子。オルレアン公（duc d'Orléans）。

## 生涯
フランス王アンリ4世と王妃マリー・ド・メディシスの三男として、フォンテーヌブローで生まれた。兄にルイ13世、ムッシュ・ドルレアン（夭折）、姉にスペイン王フェリペ4世妃エリザベート（イサベル）、サヴォイア公ヴィットーリオ・アメデーオ1世妃クリスティーヌ（クリスティーナ）、妹にイングランド王チャールズ1世妃アンリエット（ヘンリエッタ）がいる。
1611年にムッシュ・ドルレアンが死亡してから、1638年にルイ13世の長子として後のルイ14世が生まれるまでの間は、フランスの推定王位継承者であった。
1608年にアンジュー公に叙され、1626年にオルレアン公、ブロワ伯、シャルトル伯となった。1628年、当時ユグノーの牙城であったラ・ロシェル包囲に軍を率いて参加。また、母マリーとリシュリュー枢機卿の政府に楯突き、ラングドックで王軍に完敗した後フランドルに逃亡した。やがて兄と和解して帰国するが、1635年にリシュリューに対して陰謀を企み国外へ逃げ、再度政府に服従させられた。
服従後もすぐに同じ陰謀を繰り返し、1642年に兄の寵臣サン＝マール侯を操り、リシュリュー暗殺を画策したが失敗した。翌1643年に兄が亡くなると王国の陸軍大将となり、フランス北部でスペイン軍と戦った。1646年にはアランソン公になった。フロンドの乱（1648年 - 1653年）に際して、甥ルイ14世の重臣マザラン枢機卿に睨まれ、1652年に私領ブロワに蟄居させられ、そこで亡くなった。

## 子女

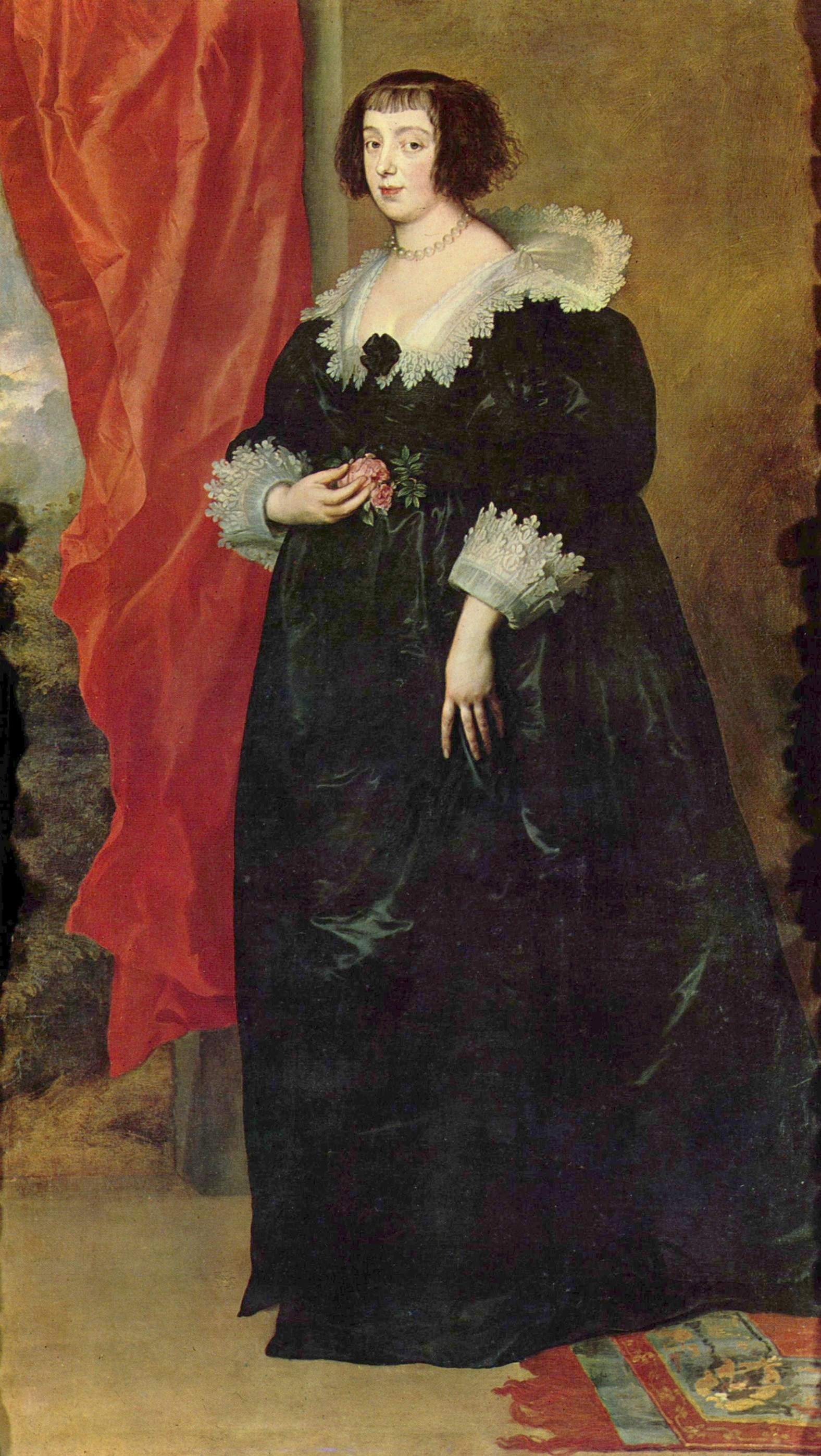
オルレアン公爵夫人マルグリット

1626年8月、ナントでブルボン家支流のモンパンシエ公アンリ・ド・ブルボンの相続人マリーと結婚、1女をもうけたが、マリーは翌年に死去した。
- アンヌ・マリー・ルイーズ（1627年 - 1693年） - ローザン公アントワーヌ・ド・コーモンと結婚

1632年1月、ナンシーでマルグリット・ド・ロレーヌ（ロレーヌ公フランソワ2世の娘、シャルル4世の妹）と結婚、1男4女をもうけた。
- マルグリット・ルイーズ（1645年 - 1721年） - トスカーナ大公コジモ3世と結婚、後に離婚
- エリザベート・マルグリット（1646年 - 1696年） - ギーズ公ルイ・ジョゼフ妃
- フランソワーズ・マドレーヌ（1648年 - 1664年） - サヴォイア公カルロ・エマヌエーレ2世妃
- ジャン・ガストン（1650年 - 1652年）
- マリー・アンヌ（1652年 - 1695年）